# Maculobates luteus
Maculobates luteus är en kvalsterart som beskrevs av Hammer 1967. Maculobates luteus ingår i släktet Maculobates och familjen Liebstadiidae. Inga underarter finns listade i Catalogue of Life.